# Andrew Woodall
Andrew Woodall est un acteur britannique né le 1er juin 1963 dans le Hertfordshire en Angleterre.

## Filmographie

### Cinéma
- 1997 : Regeneration : Willard
- 1997 : L'Homme qui en savait trop... peu : Détective Sergent Malloy
- 2002 : La Vengeance de Monte Cristo : le capitaine des gendarmes
- 2002 : Hypnotic : le fils de Lebourg
- 2006 : The Life of Bob : Julien
- 2011 : Johnny English, le retour : le secrétaire étranger
- 2013 : Belle : Lord Mayor
- 2014 : The Riot Club : le père d'Alistair
- 2015 : Angel : Lord Hall
- 2017 : RSC Live: Julius Caesar
- 2017 : RSC Live: Antony and Cleopatra
- 2018 : Solo: A Star Wars Story : l'officier de recrutement impérial
- 2019 : Dywizjon 303 : Jones

### Télévision
- 1989 : Hannay : Dr Angus Birbeck (1 épisode)
- 1990 : Wish Me Luck : Konig (3 épisodes)
- 1990 : The Upper Hand : Steve et l'acteur du film de guerre (1 épisode)
- 1990 : The Piglet Files : l'agent russe (1 épisode)
- 1993 : Prime Suspect 3 : Brian Dalton (2 épisodes)
- 1994 : Headhunters : Rupert Fuller
- 1994 : Seaforth : Tony Gray (7 épisodes)
- 1994 : How High the Moon
- 1995 : Casualty : Tom Hodges (1 épisode)
- 1995 : Highlander : Ernst Daimler (1 épisode)
- 1995 : The Chief : Michael (4 épisodes)
- 1996 : Sharman : Seeley (1 épisode)
- 1997 : Kavanagh : Edgar Beddoes (1 épisode)
- 1999 : Maisie Raine : Dermot Walsh (1 épisode)
- 2000 : Gimme, Gimme, Gimme (en) : Rick Cheesecloth (1 épisode)
- 2000 : Nature Boy : Tom (1 épisode)
- 2000 : Harbour Lights : Chas Green (1 épisode)
- 2000 : Hearts and Bones : Stuart Gee (5 épisodes)
- 2001 : Table 12 : le deuxième homme (2 épisodes)
- 2001 : Les Mystères de Sherlock Holmes : Greenwell (1 épisode)
- 2001-2007 : Heartbeat : Simon Langley-Smythe et Lord Hal Tadcaster (2 épisodes)
- 2002 : The Estate Agents : le manager seul (1 épisode)
- 2002 : Inspecteurs associés : Ambrose Bird (2 épisodes)
- 2003 : En immersion : Fraser (2 épisodes)
- 2003 : Ultimate Force : l'avocat du ministère de la défense (1 épisode)
- 2003 : The Eustace Bros. : Mike (1 épisode)
- 2003 : Starhunter : Capitaine Robert Parker (1 épisode)
- 2003 : Charles II: The Power & the Passion : Essex (1 épisode)
- 2003 : Les Prisonniers du silence : Martin Shields
- 2004 : Lawless : Wilby
- 2008 : Place of Execution : Jonathan Pritchard (1 épisode)
- 2008 : In Love with Barbara : Patrick Hastings
- 2009 : Personal Affairs : Eddie (1 épisode)
- 2011 : Un silence assourdissant : David Rushton (2 épisodes)
- 2011 : The Suspicions of Mr Whicher: The Murder at Road Hill House : un magistrat
- 2011 : Flics toujours : Brian Rutland (1 épisode)
- 2012 : Silk : Major Scotter (1 épisode)
- 2013 : Miranda : Xavier (1 épisode)
- 2013 : An Adventure in Space and Time : Rex Tucker
- 2013 : Lucan : Bill Shand-Kydd
- 2014 : New Worlds : Shaftesbury (2 épisodes)
- 2014 : Grantchester : Clive Morton (1 épisode)